# Tay AM
Tay AM est une station de radio écossaise indépendante. Elle émet sur la région de Dundee, de Perth et l'ensemble de Tayside. Elle fait partie du Big City Network, un regroupement de radios indépendantes. Il s'agit de l'une des plus populaires stations de la région de Tayside.

## Programmes
Tay AM diffuse de la musique contemporaine ainsi que des classiques de la pop, de la country et du blues, ainsi que des émissions d'information généralistes et sportives.

## Histoire
Radio Tay, une station indépendante, a commencé d'émettre le 17 octobre 1980 à Dundee, et le 14 novembre de la même année à Perth. Ses horaires étaient à l'origine compris entre 6 heures du matin et 8 heures du soir.
Le 9 janvier 1995, Radio Tay s'est séparée en Tay AM et Tay FM. Les deux stations émettent en Digital Audio Broadcasting ainsi que sur internet.